# رودخانه یوبا

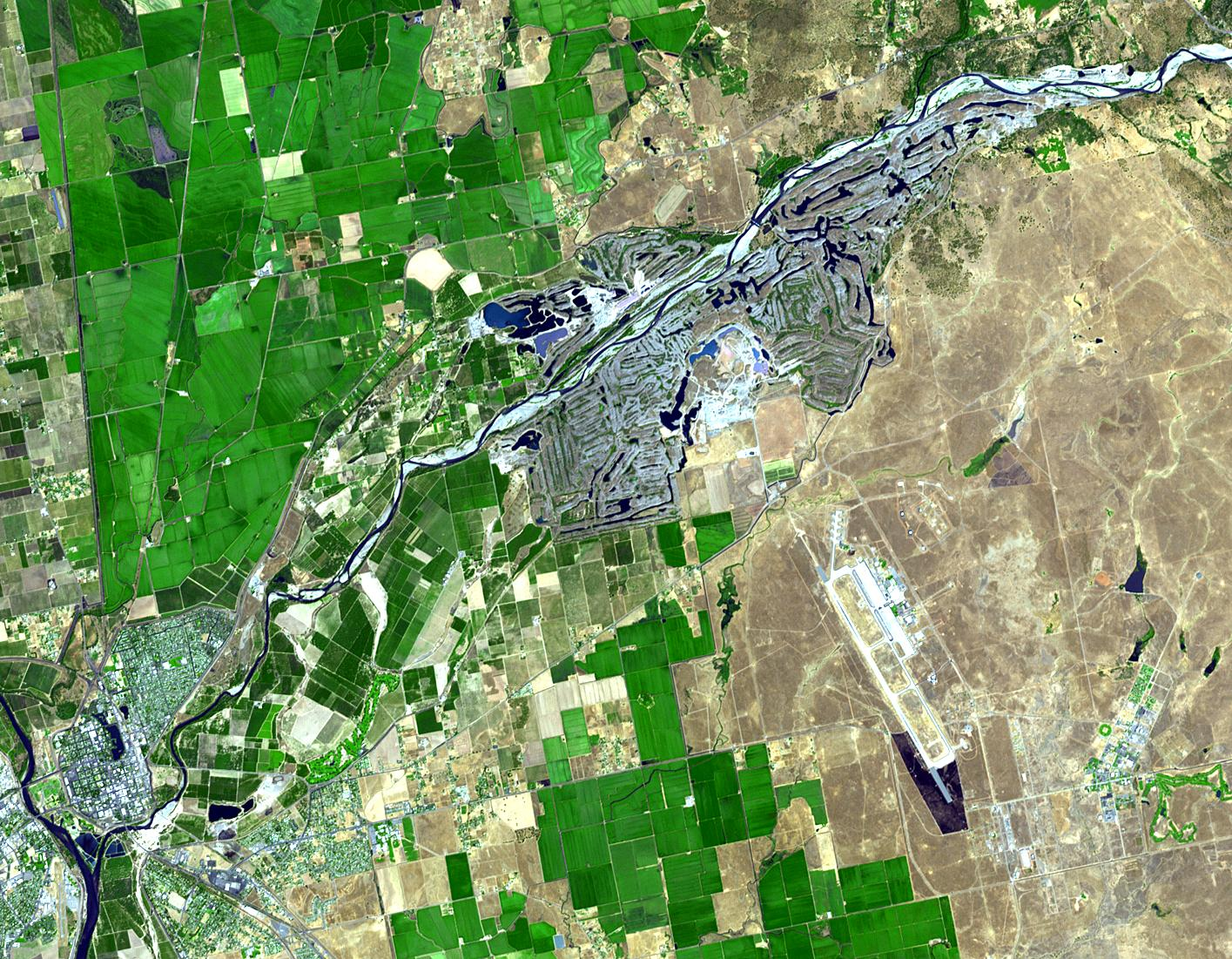
تصویر ماهواره‌ای رودخانه یوبا

رودخانه یوبا (به انگلیسی: Yuba River) انشعابی از رود فیدر در سیرا نوادا یا رشته کوه نوادا در دره شرقی سکرامنتو در کالیفرنیای آمریکاست. بخش اصلی رود حدود ۶۴ کیلومتر (۴۰مایل) طول دارد و سرآب آن به سه انشعاب اصلی تقسیم می‌شود. رود یوبا از تلاقی یوبای شمالی و رودهای یوبای میانی، با پیوستن به فاصله کوتاهی از جریان پایین دست یوبای جنوبی شکل می‌گیرد. طول رود یوبا تا ابتدای یوبای شمالی در حدود بیشتر از ۱۶۰ کیلومتر (۱۰۰مایل) است.